# 爆破王タッグ
爆破王タッグ（ばくはおうタッグ）は、超花火プロレスが管理、認定している王座。

## 歴史
2015年5月23日、大田区総合体育館大会で大仁田厚が創設を発表。タイトルマッチは電流爆破デスマッチで行われる。チャンピオンベルトのプレートには黒御影石が使われた「爆王」、赤御影石が使われた「破王」の2種類ある。
9月12日、新潟市体育館大会で大仁田&長与千種組とTARU&ダンプ松本組の間で初代王座決定戦が行われ、これを制した大仁田組が初代爆破王タッグを獲得した。
2016年2月2日、長与の欠場を受け、大仁田が王座返上を表明したが、返上は認められなかったため予定されていた王座決定戦のカードがノンタイトルに変更された。

## 歴代王者
| 歴代  | タッグチーム        | 防衛回数 | 獲得日付      | 獲得場所 （対戦相手・その他）                      |
| ----- | ------------------- | -------- | ------------- | -------------------------------------------------- |
| 初代  | 大仁田厚&長与千種   | 2        | 2015年9月12日 | 新潟市体育館 TARU&ダンプ松本                       |
| 第2代 | 田中将斗&TARU       | 1        | 2017年4月8日  | 博多スターレーン 2019年返上                        |
| 第3代 | 田中将斗&ヒデ久保田 | 0        | 2019年8月18日 | 川崎競馬場 TARU&クリス・ヴァイス 2023年6月20日返上 |